# ليليان بلومين
إليزابيث ماريا جوزيفا ليليان بلومين؛ وُلدت في 12 يوليو 1962 وهي ناشطة سياسية هولندية من حزب العمال (PvdA). وهي عضوة في مجلس النواب منذ 23 مارس 2017 وقائدة برلمانية منذ 14 يناير 2021 وزعيمة الحزب منذ 23 يناير 2021.

## حياتها المُبكرة وتعليمها
ولدت إليزابيث ماريا جوزيفا بلومين في ماستريخت بهولندا في 12 يوليو 1962.

## سيرتها المهنية المُبكرة
في عام 1983، عندما كانت بلومين في الجامعة، أصبحت عاملة في مجال التوعية المجتمعية في منطقة كروسفيجك في روتردام. بعد ذلك بعامين انضمت إلى معهد أبحاث السوق النفسية (IPM)، وهي شركة استشارية قائمة على الأبحاث، وتعمل في قسم الإحصاء كقائدة لمشروع بحثي. من عام 1990 إلى عام 1992 كانت مديرة تسويق وأبحاث في منظمة Foster Parents Plan في أمستردام. ثم انتقلت بلومن إلى منظمة الخطة الدولية، وهي منظمة مقرها لندن، في عام 1993.
كانت بلومين مديرة لماما كاش وهي أقدم صندوق نسائي دولي في العالم، وعملت في كورديد كرئيسة للجودة والاستراتيجية ثم مديرة للبرامج الدولية.

## سيرتها السياسية

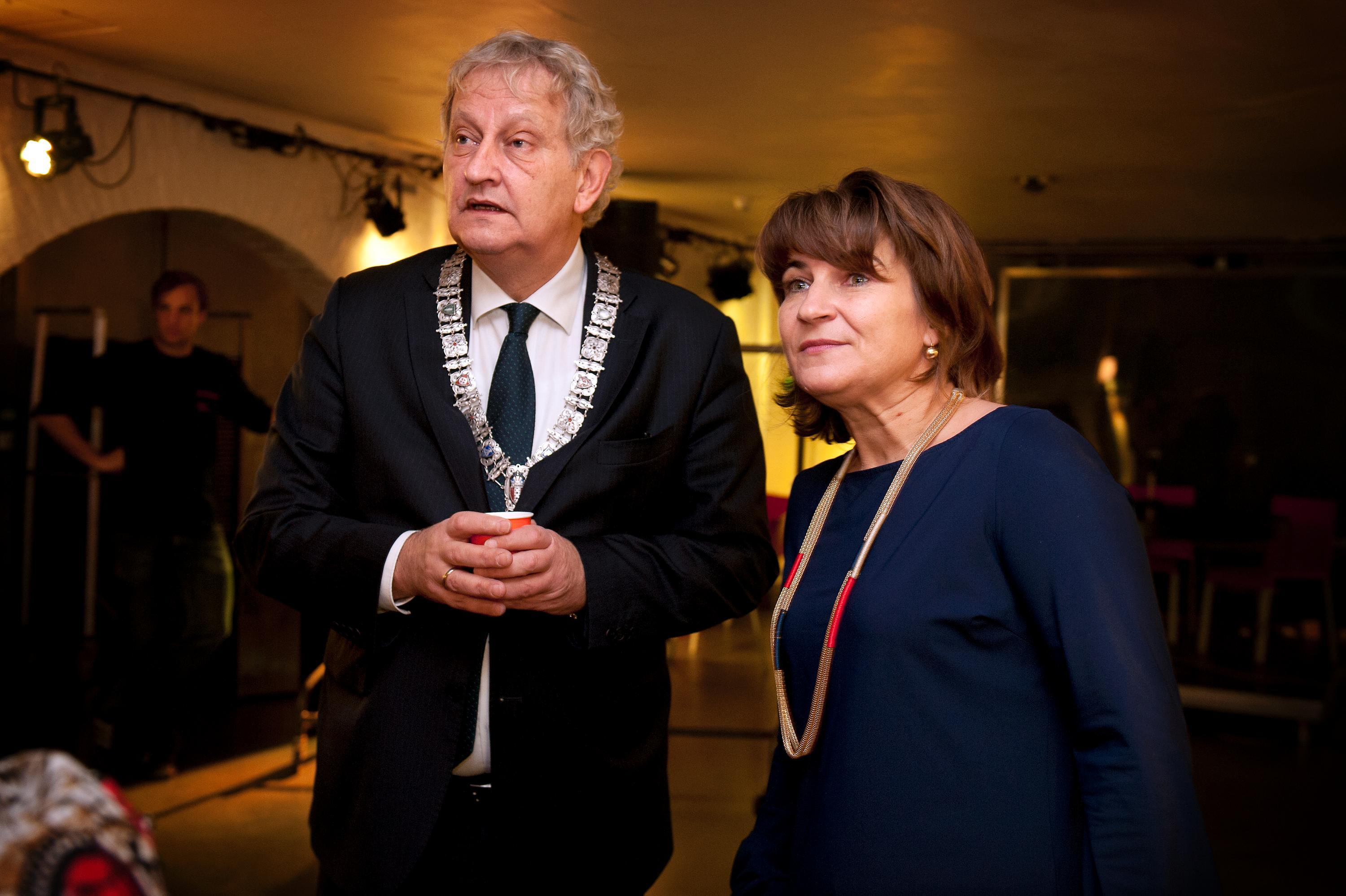
الوزيرة ليليان بلومين والعمدة إيبرهارد فان دير لان خلال خطاب في يوم أفريقيا 2012

أصبحت بلومين عُضوة في حزب العمل عام 2003. وكانت رئيسة حزب العمل اعتبارًا من 6 أكتوبر 2007، بعد أن تغلبت على وزير الإسكان والتخطيط المكاني والبيئة السابق يان برونك بنسبة 54٪ من الأصوات. استقالت من هذا المنصب في 22 يناير 2012 وخلفها هانز سبيكمان.